# NHK玖珠ラジオ中継局
NHK玖珠ラジオ中継局（エヌエイチケイくすラジオちゅうけいきょく）は大分県玖珠郡玖珠町にあるAMラジオ放送の中継局である。本局は玖珠町および周辺の一部地域でのNHK大分ラジオ第1 難聴取解消のため設置されたラジオ中継局である。

## 概要
《AMラジオ放送》
- 中継局名：NHK玖珠ラジオ中継局
- 所在地：大分県玖珠郡玖珠町岩室
- 主な受信地域：大分県玖珠郡玖珠町および周辺の一部地域

## 放送送信施設
| 放送局名         | 周波数  | 空中線電力 | 放送対象地域 | 放送区域内世帯数 |
| ---------------- | ------- | ---------- | ------------ | ---------------- |
| NHK大分ラジオ第1 | 1161kHz | 100W       | 大分県       | 約-世帯          |